# 中乃島村
中乃島村（なかのしまむら）は、石川県鹿島郡にあった村。現在の七尾市能登島の中部にあたる。

## 地理
- 山 ： 四村塚山
- 海洋 ： 七尾湾

## 歴史
- 1889年（明治22年）4月1日 - 町村制の施行により、向田村・曲村・佐波村・島別所村の区域をもって発足。
- 1955年（昭和30年）2月1日 - 東島村・西島村と合併して能登島町が発足。同日中乃島村廃止。